# Timor and Wetar Endemic Bird Area

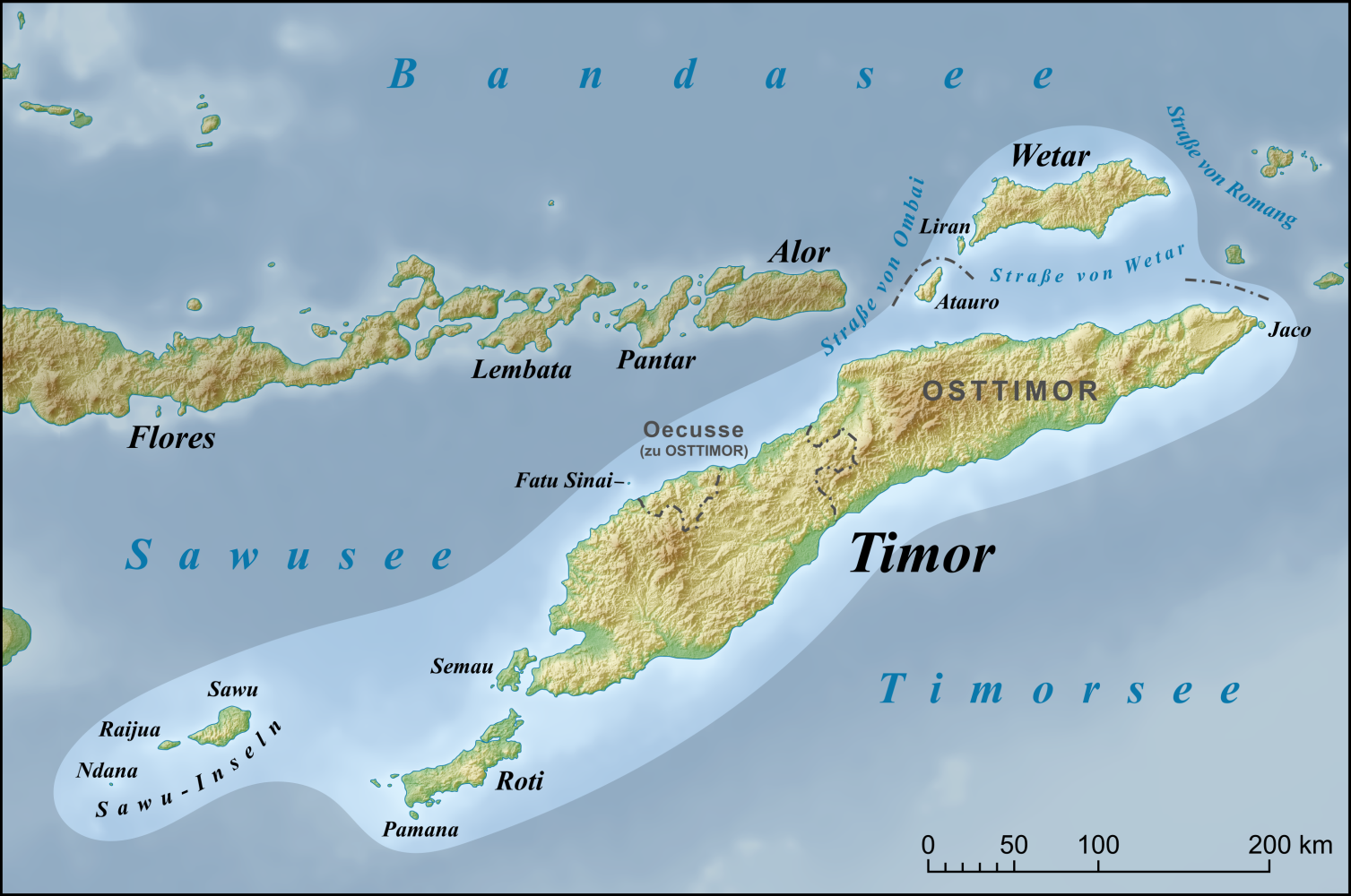
Das Gebiet Timor/Wetar.

Das Timor and Wetar Endemic Bird Area (TWEBA) ist eine von BirdLife International ausgewiesene Endemic Bird Area (EBA, deutsch: Gebiet endemischer Vögel) in der biogeografischen Region von Wallacea. Sie befindet sich im Osten der Kleinen Sundainseln.

## Hintergrund
Zu Timor and Wetar Endemic Bird Area gehören neben den beiden Hauptinseln Timor und Wetar, auch die Wetar vorgelagerte Insel Liran und die Timor vorgelagerten indonesischen Inseln Sawu, Roti und Semau und zum Staat Osttimor gehörenden Inseln Atauro und Jaco. Insgesamt beträgt die Fläche des Gebiets 34.000 km².
Im Timor and Wetar Endemic Bird Area gibt es insgesamt 35 Trigger-Vogelarten, also restricted-range species (Arten mit beschränkter Verbreitung), die BirdLife International als Kriterium der EBA verwendet. 
Vier Trigger-Vogelarten kommen in der Region nur auf Wetar vor, 17 auf Wetar und Timor, die anderen nur auf Timor und seinen vorgelagerten Inseln.
| IBA-"Trigger" Vogelarten in Timor/Wetar               |                      | |
| Vogelart                                              | IUCN-Status          | Weitere Informationen                                                                                              |
| Große Kuckuckstaube (Macropygia magna)                | nicht gefährdet      | Auch auf Inseln nördlich und nordöstlich von Timor zu finden.                                                      |
| Timortaube (Schwarze Timortaube, Turacoena modesta)   | potenziell gefährdet | Nur auf Timor und Wetar.                                                                                           |
| Wetar-Taube (Gallicolumba hoedtii)                    | stark gefährdet      | Vorkommen auf Wetar, Liran und Timor. 2005 erstmals in Osttimor fotografiert                                       |
| Grüne Timortaube (Timorgrüntaube) (Treron psittaceus) | stark gefährdet      | Vorkommen nur auf Timor und Semau.                                                                                 |
| Sundafruchttaube (Ducula rosacea)                     | potenziell gefährdet | Vorkommen nicht auf Roti und Sawu, dafür auf zahlreichen anderen kleinen Inseln des Malaiischen Archipels.         |
| Schieferrücken-Fruchttaube (Ducula cineracea)         | stark gefährdet      | Vorkommen nur auf Timor und Wetar. engl.: Timor Imperial-pigeon                                                    |
| Gelbkopflori (Trichoglossus euteles)                  | nicht gefährdet      | Vorkommen in Osttimor, vielen Inseln Ost-Nusa Tenggaras und der Südlichen Molukken. Nicht auf Sawu, Roti und Liran |
| Irislori (Psitteuteles iris)                          | potenziell gefährdet | Vorkommen nur auf Timor und Wetar.                                                                                 |
| Timorsittich (Aprosmictus jonquillaceus)              | potenziell gefährdet | Lebt auf Timor, Semau, Roti (A. j. jonquillaceus) und Wetar (A. j. wetterensis) Fehlt auf Atauro und Sawu.         |
| Timorliest (Todiramphus australasia)                  | potenziell gefährdet | Zwischen West-Nusa Tenggara und Südliche Molukken verbreitet.                                                      |
| Temminckhonigfresser (Meliphaga reticulata)           | nicht gefährdet      | Vorkommen nur auf Timor, Semau und Jaco.                                                                           |
| Timorlederkopf (Philemon inornatus)                   | nicht gefährdet      | Vorkommen nur auf Timor und Semau.                                                                                 |
| Salvadori-Honigfresser (Lichmera squamata)            | nicht gefährdet      | Nur auf Wetar und den anderen Südlichen Molukken                                                                   |
| Timorhonigfresser (Lichmera flavicans)                | nicht gefährdet      | Endemisch auf Timor.                                                                                               |
| Finsch-Honigfresser (Lichmera notabilis)              | potenziell gefährdet | Vorkommen nur auf Wetar.                                                                                           |
| Wetarhonigfresser (Myzomela kuehni)                   | potenziell gefährdet | Vorkommen nur auf Wetar.                                                                                           |
| Dreifarben-Honigfresser (Myzomela vulnerata)          | nicht gefährdet      | Endemisch auf Timor.                                                                                               |
| Timorgerygone (Gerygone inornata)                     | nicht gefährdet      | Außer auf Jaco auf allen Inseln des TWEBA.                                                                         |
| Orpheusdickkopf (Pachycephala orpheus)                | nicht gefährdet      | Vorkommen auf Timor, Jaco, Atauro, Liran und Wetar.                                                                |
| Wetarfeigenpirol (Sphecotheres hypoleucus)            | potenziell gefährdet | Vorkommen nur auf Wetar.                                                                                           |
| Feigenpirol (Sphecotheres viridis)                    | nicht gefährdet      | Vorkommen auf Timor, Semau und Roti.                                                                               |
| Sundapirol (Oriolus melanotis)                        | nicht gefährdet      | Auf allen Inseln der TWEBA außer Liran und Sawu.                                                                   |
| Timorbuschsänger (Buettikoferella bivittata)          | nicht gefährdet      | Vorkommen auf Timor und Semau.                                                                                     |
| Timorstutzschwanz (Urosphena subulata)                | nicht gefährdet      | Genaue Verbreitung nicht bekannt, aber verbreitet auf Wetar und Timor.                                             |
| Timorlaubsänger (Phylloscopus presbytes)              | nicht gefährdet      | Vorkommen auf Timor, Atauro, Roti und Flores.                                                                      |
| Fleckenbrust-Brillenvogel (Heleia muelleri)           | potenziell gefährdet | Vorkommen auf Timor, Jaco und Semau                                                                                |
| Sumbawadrossel (Zoothera dohertyi)                    | potenziell gefährdet | Vorkommen auf Timor und einigen westlich gelagerten Inseln bis Lombok.                                             |
| Timordrossel (Zoothera peronii)                       | potenziell gefährdet | Vorkommen auf allen Inseln der TWEBA außer Sawu, außerdem auf einigen Inseln der Südlichen Molukken.               |
| Timorschmätzer (Saxicola gutturalis)                  | potenziell gefährdet | Vorkommen auf Timor, Jaco, Semau und Roti.                                                                         |
| Brustband-Grundschnäpper (Ficedula timorensis)        | potenziell gefährdet | Endemisch auf Timor und Jaco.                                                                                      |
| Hyazinthenblauschnäpper (Cyornis hyacinthinus)        | nicht gefährdet      | Vorkommen auf allen Inseln der TWEBA außer Atauro und Liran.                                                       |
| Macklot-Mistelfresser (Dicaeum maugei)                | nicht gefährdet      | Nicht auf Wetar und Liran, dafür aber auf zahlreichen anderen Inseln der Kleinen Sundainseln.                      |
| Sonnennektarvogel (Cinnyris solaris)                  | nicht gefährdet      | Nicht auf Sawu, aber auch auf vielen Inseln, westlich von Timor bis Sumbawa.                                       |
| Blaugrüne Papageiamadine (Erythrura tricolor)         | nicht gefährdet      | Nicht auf Roti und Sawu, aber auch auf Inseln der Südlichen Molukken.                                              |
| Timor-Reisfink (Padda fuscata)                        | potenziell gefährdet | Vorkommen auf Timor, Roti und Semau.                                                                               |